# Blaukehlkolibri
Der Blaukehlkolibri (Chrysuronia coeruleogularis, Synonym: Lepidopyga coeruleogularis) ist eine Vogelart aus der Familie der Kolibris (Trochilidae). Die Art hat ein großes Verbreitungsgebiet, das die Länder Panama und Kolumbien umfasst. Der Bestand wird von der IUCN als nicht gefährdet (Least Concern) eingeschätzt.

## Merkmale
Der Blaukehlkolibri erreicht eine Körperlänge von etwa 8,9 cm, wobei der gerade Schnabel ca. 1,8 cm ausmacht. Die Basis des Unterschnabels ist rot. Die Oberseite der Männchen schimmert grün. Die Kehle, der untere Bereich der Wangen und die Brust glitzern violettblau. Der Rest der Unterseite leuchtet grün. Der deutlich gegabelte Schwanz ist schwarz. Auch die Oberseite der Weibchen glitzert grün. Die Unterseite ist weiß mit grünen Flanken. Der Schwanz ist ebenfalls gegabelt doch sind die zentralen Steuerfedern grün. der Rest des Schwanzes ist blauschwarz mit grauen Sprenkeln.

## Lebensweise
Meist ist der Blaukehlkolibri allein unterwegs. An ihren Nektar gelangen sie an tiefliegenden Blüten an Waldrändern oder in halboffenen Gebieten. Neben Blumen fliegen sie auch blühende Sträucher und kleinere Bäume an. Gelegentlich erbeuten sie auch Insekten.

## Brutverhalten
Im März wurden sie im Departamento del Chocó und im Juli nahe Petrólea im Departamento de Norte de Santander von Melbourne Armstrong Carriker in Brutstimmung beobachtet. Alexander Wetmore berichtete von Nestern aus Panama, die sie in den Astgabeln von trockenen Kräutern in 1 Meter Höhe bauten.

## Verbreitung und Lebensraum

Verbreitungsgebiet (grün) des Blaukehlkolibris

Die Vögel kommen selten und nur lokal an den Rändern von Mangroven, trockeneren buschigen Gebieten und lichteren Waldgebieten nahe dem Meeresspiegel vor. Am häufigsten sind sie nahe den Mangroven und nur wenige Kilometer von der Küste entfernt zu finden. Nahe dem Playa Los Cocos bei Santa Marta und im Nationalpark Vía Parque isla de Salamanca kommen sie recht regelmäßig vor. Sie sind in Höhenlagen unter 100 Meter unterwegs. In Kolumbien findet man sie vom Unterlauf des Río Atrato entlang der Küste südlich bis Nuquí. Außerdem sind an beiden Seiten des Golf von Urabá verbreitet. So trifft man auf sie zwischen Cartagena östlich bis Ciénaga Grande am Fuß der Sierra Nevada de Santa Marta. In Panama kommen sie in den Mangroven der Tiefebenen von den Provinzen von Chiriquí bis Darién vor. Gelegentlich ist er im Gebiet des Panamakanals an der Karibikküste vorzufinden. Relativ häufig ist er im Nationalpark Coiba und auf der Insel Cébaco.

## Unterarten
Es sind drei Unterarten bekannt:
- Chrysuronia coeruleogularis coelina (Bourcier, 1856)[5] – Diese Unterart kommt im Westen Panamas vor.
- Chrysuronia coeruleogularis coeruleogularis (Gould, 1851)[6] – Die Nominatform kommt im Osten Panamas und im Nordwesten Kolumbiens vor.
- Chrysuronia coeruleogularis confinis Griscom, 1932[7] – Diese Unterart ist im Norden Kolumbiens verbreitet.

## Etymologie und Forschungsgeschichte
John Gould beschrieb den Blaukehlkolibri unter dem Namen Trochilus (--?) coeruleogularis. Als Fundort gab er David an. Lange wurde der Blaukehlkolibri der von Heinrich Gottlieb Ludwig Reichenbach 1855 neu eingeführten neuen Gattung Lepidopyga zugeordnet. Dieser Name ist ein altgriechisches Wortgebilde aus λεπίς lepís, deutsch ‚Schuppe‘ und πυγή pygē, deutsch ‚Bürzel‘, ‚Steiß‘, ‚Gesäß‘. 1850 führte Charles Lucien Jules Laurent Bonaparte die Gattung Chrysuronia u. a. für den Bronzeschwanz-Saphirkolibri ein. Dieser Name ist eine Kombination zweier Artennamen chrysura und oenone, die Bonaparte der Gattung zugeordnet hatte. Chrysura leitet sich von den griechischen Wörtern »chrysos, χρυσος« für »Gold« und »-ouros, oura, -ουρος, ουρα« für »-schwänzig, Schwanz« ab. Das Artepitheton coeruleogularis ist ein lateinisches Wortgebilde aus caeruleus ‚blau‘ und -gularis, gula ‚-kehlig, Kehle‘. Confinis ist lateinisch und bedeutet ‚ähnlich‘. Coelina leitet sich vom lateinischen coelum ‚Himmel‘ ab.